# 2010年棒球

## 賽事分類

### 職業棒球
- 2010年美國職棒大聯盟球季
- 2010年美國職棒小聯盟
- 2010年日本職棒
- 2010年韓國職棒
- 2010年中華職棒

### 非職業聯賽
- 2010年中國棒球聯賽

## 外部連結
- 2010年棒球在台灣棒球維基館上的頁面（繁體中文）